# Книга Премудрости Иисуса, сына Сирахова

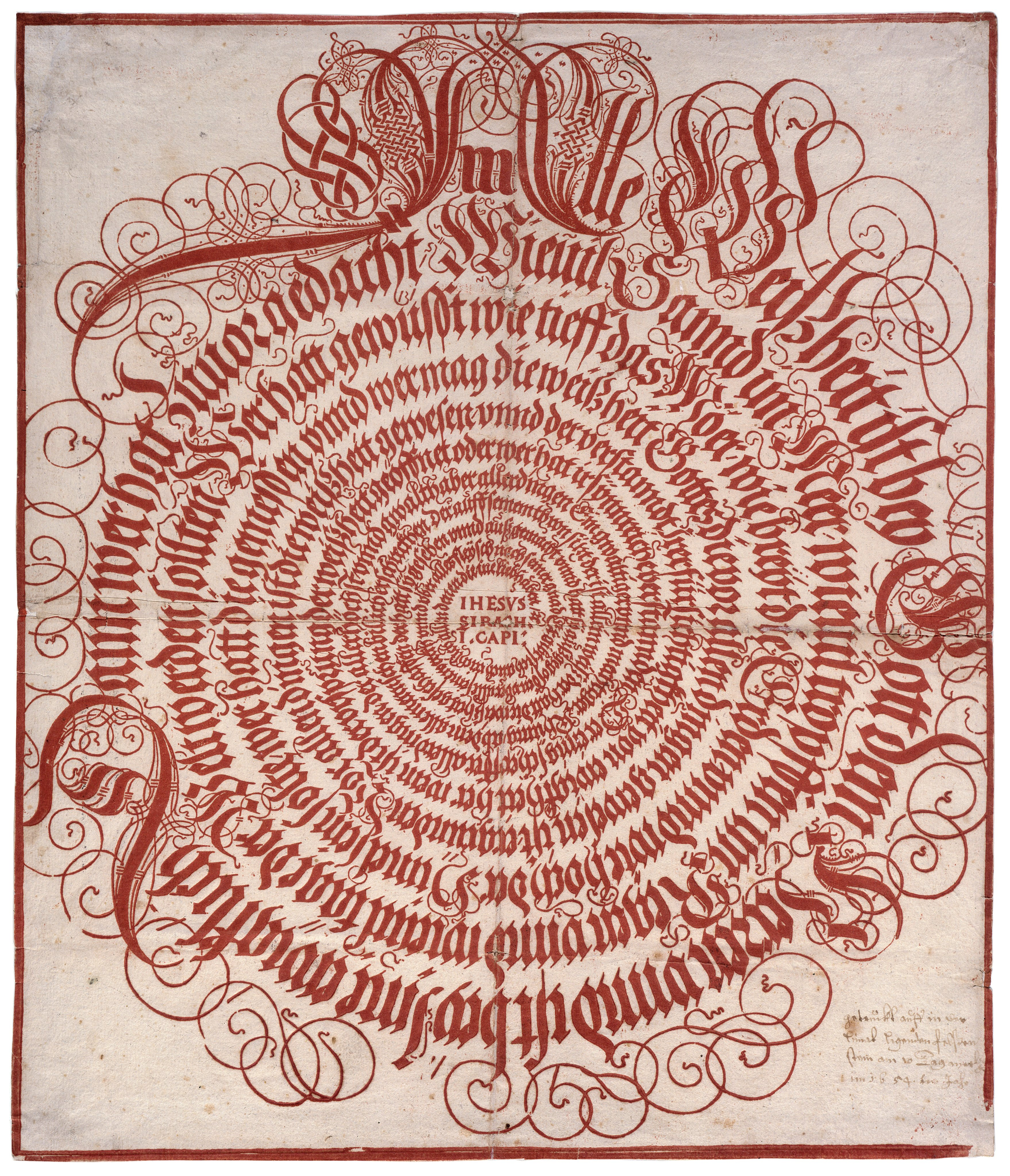
Alle Weissheit ist bey Gott dem Herrn… (Премудрость Иисуса сына Сирахова, глава первая), неизвестный художник, 1654 год

Кни́га Прему́дрости Иису́са, сы́на Сира́хова — книга, входящая в состав Ветхого Завета в православии и католицизме. По разным сведениям датируется III или II веками до н. э.
В РПЦ считается неканонической, у православных греков — «анагиноскоменой» (ἀναγιγνωσκόμενα, то есть «рекомендуемой для чтения»), в католичестве — второканонической, или девтероканонической. В православии, в отличие от католицизма, считается не богодухновенной, то есть не являющейся неизменным правилом веры и нравственности, но полезна и назидательна. В протестантизме и иудаизме относится к апокрифическим книгам, не входит в Библию протестантов и в иудейский Танах.
В русских переводах Библии (в публикациях, содержащих Книгу Премудрости) текст книги располагается между книгой Песни Песней Соломона и книгой пророка Исаии.

## Название
В греческих списках библейского текста (александрийском, синайском, Ефрема Сирина) книга надписывается «Премудрость Иисуса сына Сирахова», это же наименование — в славянском и русском переводах. В Ватиканском списке — «Премудрость Сираха», в Вульгате — Liber Iesu filii Sirach, seu Ecclesiasticus (не путать с Liber Ecclesiastes). Наименования «Премудрость Иисуса, сына Сирахова» и «Премудрость Сираха» указывают на писателя книги (50:29, 51:1), а «Екклезиастик» (Ecclesiasticus) — на её поучительный характер.

## Автор и датировка
В отличие от других второканонических книг, писатели которых остались неизвестными, писатель настоящей книги называет себя иерусалимлянином Иисусом, сыном некоего Сираха (50:29, 51:1). Из текста книги видно, что это был человек очень образованный (особенно богословски) и опытный, много путешествовал и изучал нравы людей.
На основании текста 50-й главы предполагают, что автор книги был современником иудейского первосвященника Симона Первого (Симона Праведного), жившего при Птолемее I. Внук писателя и переводчик его книги с еврейского языка на греческий предположительно жил при Птолемее III Эвергете, правившем около 247 года до н. э., и сделал свой перевод книги около 230 года до н. э. По мнению Э. Г. Юнца, книга «надёжно датируется 190—180 годами до н. э.» По другим сведениям, Книга была написана около 170 года до н. э., или около 290 года до н. э.
Перевод на греческий язык, вошедший в Септуагинту, сделал внук автора в Египте в 132 году до н. э., по другим сведениям, перевод сделан около 230 года до н. э.

## Содержание

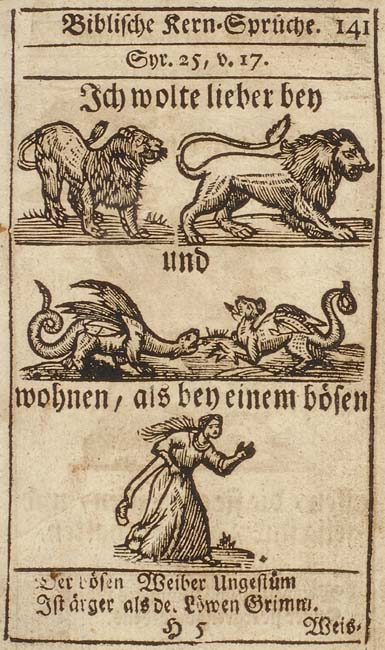
«Соглашусь лучше жить со львом и драконом, нежели жить со злою женою»

Содержанием книги Премудрости Иисуса сына Сирахова служит учение о премудрости божественной в её проявлениях в мире и человеке, и о богодарованной мудрости человеческой в применении к различным обстоятельствам и случаям жизни человека.

## Значение книги в христианстве
Содержание Книги Премудрости христианами издревле считалось глубоко поучительным для тех, кто ищет уроков мудрости и благочестия. Отцы Церкви нередко пользовались выражениями премудрого сына Сирахова как подтверждением своих учительных мыслей. В 85 апостольском правиле юношам советуется изучать «Премудрость многоученого Сираха». В 39-м пасхальном послании св. Афанасия Александрийского книга Премудрости Иисуса сына Сирахова назначается для поучительного чтения оглашенным. Св. Иоанн Дамаскин называет её «прекрасною и очень полезною» книгою.

Большое значение книге придавал и Мартин Лютер, который писал: 
Полезна для народа, так как её цель — сделать гражданина или домохозяина богобоязненным, благочестивым и мудрым.

## Исследования и переводы книги
Первое известное нам полное толкование книги было составлено в IX веке Рабаном Мавром. В XVI веке появились труды Янсения, в XVII — Корнелия и Ляпиде.
Долгое время древнееврейский оригинал был неизвестен, а книга была доступна только в переводах на греческом, латинском, сирийском, коптском, эфиопском, арабском, церковнославянском языках. Многие из этих переводов были выполнены с древнегреческого.
Древнейшая рукопись, содержащая церковнославянский перевод почти трети книги Сираха, — Изборник 1076 года. Первый перевод на русский язык был выполнен в стихах А. А. Засецким. В 1859 году на материале греческого, сирийского и арабского переводов епископ Ревельский Агафангел без указания авторства издает перевод книги Сираха с комментариями, носящими по большей части назидательный характер, с незначительными изменениями книга переиздается в 1860 году. В 1865 году выходит перевод с древнегреческого языка А. А. Сергиевского, преподавателя Коломенского духовного училища. На основе работ епископа Агафангела и А. А. Сергиевского возник Синодальный перевод.
В 1896 году английские исследовательницы Агнес Льюис и Маргарет Гибсон привезли в Англию найденный в каирской генизе пергаменный свиток, который Соломон Шехтер идентифицировал как еврейский текст книги Иисуса, сына Сираха. В 1963 году фрагменты еврейского текста этой книги были найдены при раскопках в крепости Масада. Фрагменты еврейского текста этой книги были найдены также в Кумране. В настоящее время на древнееврейском языке доступно примерно 68 % от общего объема книги.
После обнаружения первых древнееврейских фрагментов выходит статья профессора Санкт-Петербургской духовной академии протоиерея А. П. Рождественского «Вновь открытый еврейский текст книги Иисуса сына Сирахова и его значение для библейской науки» (СПб., 1903). Толкованию книги посвящен 5-й том Толковой Библии Лопухина (1908). В 1911 году протоиерей А. П. Рождественский опубликовал свой труд «Книга премудрости Иисуса сына Сирахова. Введение, перевод и объяснение по еврейскому тексту и древним переводам». Это был первый перевод книги с использованием древнееврейских источников, обнаруженных в 1896 году. В настоящее время его работа — единственный научный комментированный перевод на русский язык, выполненный с использованием древнееврейского текста наравне с греческим. В 2024 году Санкт-Петербургский государственный университет опубликовал новый перевод книги с комментариями. В нём впервые полностью на русский язык переведены все дополнительные чтения из так называемой «расширенной редакции». Переводы с древнегреческого языка и с древнееврейского были выполнены независимо друг от друга.

## Издания, переводы и комментарии
- Johannes Marböck. Jesus Sirach 1-23. Freiburg etc.: Herder, 2010 (Herders Theologischer Kommentar zum Alten Testament). ISBN 978-3-451-26832-8.
- Georg Sauer. Jesus Sirach Göttingen: Vandenhoeck & Ruprecht, 2000 (Das Alte Testament Deutsch. Apokryphen. Bd. 1). ISBN 978-3-525-51401-6. (немецкий перевод)
- Josef Schreiner. Jesus Sirach 1-24. Würzburg: Echter Verlag, 2002. (Neue Echter Bibel. Altes Testament. Bd. 38). ISBN 978-3-429-00655-6.
- Burkard M. Zapff. Jesus Sirach 25-51. Würzburg: Echter Verlag, 2010. (Neue Echter Bibel. Altes Testament. Bd. 39). ISBN 978-3-429-02358-4.
- Wolfgang Kraus, Martin Karrer (Hrsg.). Septuaginta Deutsch. Das griechische Alte Testament in deutscher Übersetzung. Stuttgart: Deutsche Bibelgesellschaft, 2009. ISBN 978-3-438-05122-6. (переводчики книги Сираха: Eve-Marie Becker и Michael Reitemeyer).
- Pancratius C. Beentjes. The Book of Ben Sira in Hebrew. A text edition of all extant Hebrew manuscripts and a synopsis of all parallel Hebrew Ben Sira texts. Leiden: Brill, 1997 (Vetus Testamentum. Supplements. Vol. 68). ISBN 978-90-04-27592-8 (критическое издание еврейского оригинала)
- Якимов И. С. О происхождении Книги Премудрости Иисуса, сына Сирахова, Христианское чтение, 1887, № 9-10
- Прот. Смирнов-Платонов Г. П. О русском переводе Книги Иисуса, сына Сирахова, ПО, 1860, № 12
- Пакацкий Г. А.. Книга Премудрости Иисуса, сына Сирахова, заключающая в себе наилучшие нравоучения, преложенные в стихи, СПб., 1825
- Прот. Рождественский А. П. Книга Премудрости Иисуса, сына Сирахова. Введение, перевод и объяснение по еврейскому тексту и древним переводам, СПб., 1911
- Прот. Рождественский А. П. Вновь открытый еврейский текст Книга Иисуса, сына Сирахова, и его значение для библ. науки, СПб., 1903
- Булгаков С. Д. Нравственное учение, раскрываемое в Книге Премудрости Иисуса, сына Сирахова, Курск, 1906
- Дойель Л. Завещанное временем, пер. с англ., М., 1980
- Клаузнер И. Бен-Сира, ЕЭ, т.4, репр. М., 1991
- Рыбинский А. Иисус, сын Сирахов, ПБЭ, т.6, с. 596—602
- Кузнецова В. Н. Мудрость Иисуса Сираха. М.: Фонд им. Александра Меня, 2006. ISBN 5-87507-278-4.
- Сизиков А. В. Книга Премудрости Иисуса, сына Сирахова: перевод на русский язык с историко-филологическими и богословскими комментариями. / А. В. Сизиков, Ю. П. Вартанов, Е. Н. Мещерская. — СПб: Издательство СПбГУ, 2024. — 328 с.
- Сергиевский А. А. Книга премудрости Иисуса сына Сирахова : Опыт перевода с греч. свящ. А. Сергиевского / А. А. Сергиевский. — Москва: Москва : Унив. тип., 1865.
- еп. Агафангел. Книга Премудрости Иисуса сына Сирахова в русском переводе с кратким объяснением / еп. Агафангел. — 2-е изд. с испр. объясн. — Санкт-Петербург: типография Э. Веймара, 1860. — 384 с.
- Septuaginta: Vetus Testamentum Graecum. Auctoritate Academiae Scientiarum Gottingensis editum. Vol. XII,2: Sapientia Iesu Filii Sirach : Septuaginta: Vetus Testamentum Graecum. Auctoritate Academiae Scientiarum Gottingensis editum. Septuaginta / ed. J. Ziegler. — Göttingen: Vandenhoeck & Ruprecht, 1965. — XII/2. — 368 p.
- Засецкий А. А. Книга Премудрости Иисуса сына Сирахова сочиненная стихами Алексеем Александровым сыном Засецкимъ / А. А. Засецкий. — Императорский Московский университет, 1777. — 105 с.
- Di Lella A.A.O. The Wisdom of Ben Sira: a new translation with notes : The Anchor Bible. The Wisdom of Ben Sira / A.A.O. Di Lella, P.W. Skehan. — 1st ed. — New York: Doubleday, 1987. — v. 39. — 620 p.